# Książeczka wojskowa w Polsce

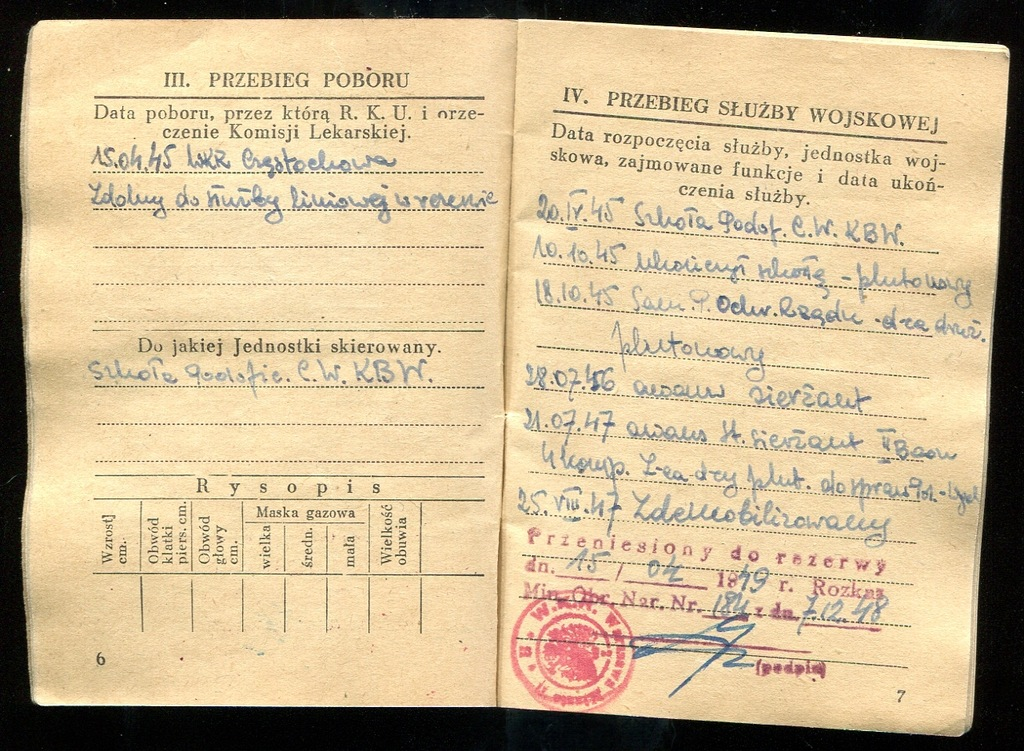
KW po II wojnie. Adnotacje o poborze i przebiegu służby.

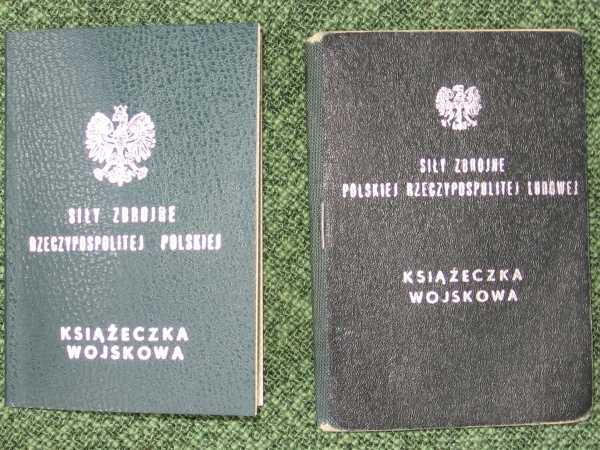
książeczki z 2004 i 1978

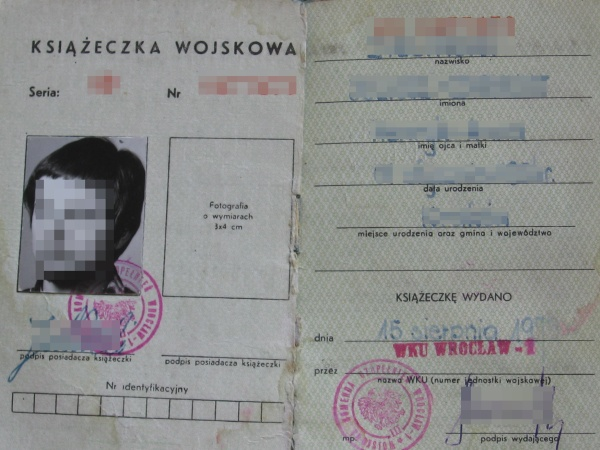
książeczka z 1978, strony 2–3 (dane personalne)

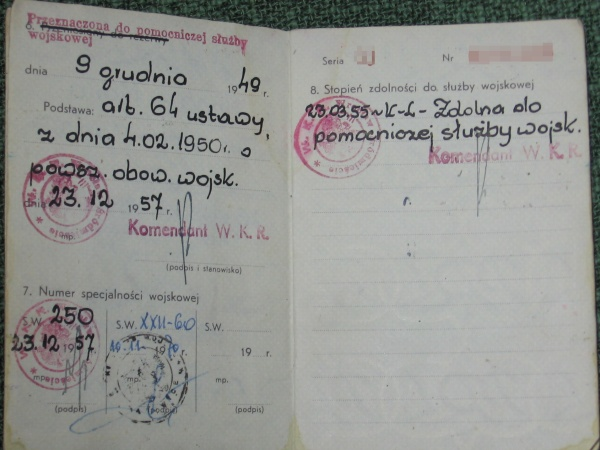
książeczka służby pomocniczej kobiet z 1957 – strony 4–5

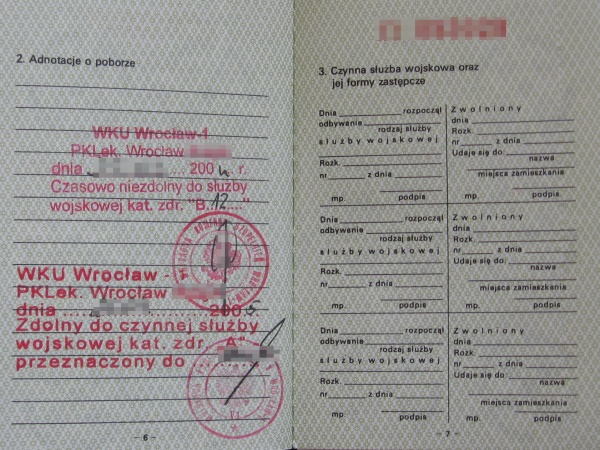
książeczka z 2004, strony 6–7 (adnotacje o poborze)

Książeczka wojskowa – wojskowy dokument osobisty, stwierdzający stosunek jej posiadacza do obowiązku służby wojskowej. 

## Historia
Książeczka wojskowa była wydawana, od odzyskania niepodległości przez Polskę w 1918, osobom podczas pierwszej rejestracji przez Komisje Poborowe. W odróżnieniu od lat ubiegłych stawiające się obecnie osoby do rejestracji, nie otrzymują książeczki wojskowej, ale jedynie zaświadczenie o stawiennictwie i nadanej kategorii zdolności do służby, oraz uregulowanym stosunku do służby wojskowej. Obecnie książeczka wojskowa jest wydawana tylko żołnierzom podejmującym czynną służbę wojskową. Ponadto po raz pierwszy w historii zwierzchni nadzór nad przeprowadzeniem rejestracji i wydawaniem dokumentów, sprawuje nie jak dotąd minister spraw wewnętrznych i administracji, ale obrony narodowej.

## II wojna światowa
Aktualnie brak danych o wzorach książeczek wojskowych używanych przez Polskie Państwo Podziemne, Siły Zbrojne na Zachodzie, i żołnierzy I i II Armii WP.

## Cel wydania
Była do 2023 dokumentem osoby podlegającej obowiązkowi stawiennictwa do kwalifikacji wojskowej, oraz żołnierza zasadniczej służby wojskowej, zastępczej służby wojskowej, służby zawodowej, lub przeniesionej do rezerwy bez odbycia służby wojskowej. 
Książeczka wojskowa obecnie jest dokumentem identyfikacyjnym, którym żołnierz podczas pełnienia służby wojskowej posługuje się we wszelkich kontaktach urzędowych z władzami wojskowymi. Pełni rolę jego dowodu osobistego w czasie służby wojskowej.  Ponadto wymagana jest podczas obowiązkowych czynności urzędowych podejmowanych w stosunkach z osobami podlegających wojskowemu obowiązkowi meldunkowemu.
Zgodnie z polskim prawem było i jest zabronione jej przewożenie, przenoszenie i przesyłanie poza granice kraju, oraz samodzielne zmiany wpisów w niej dokonanych lub wprowadzanie nowych. Osoba tracąca obywatelstwo polskie jest zobowiązana do jej zwrotu organowi wydającemu postanowienie.
Osoba, której wydano książeczkę wojskową, w przypadku utraty lub zniszczenia tej książeczki jest obowiązana powiadomić szefa wojskowego centrum rekrutacji (a będąca żołnierzem w czynnej służbie wojskowej dowódcę jednostki wojskowej) o jej utracie lub zniszczeniu.

## Dane w książeczce
- dane osobowe jej posiadacza:
  - nazwisko i imię (imiona),
  - imię ojca,
  - datę i miejsce urodzenia,
  - numer PESEL,
  - adres zameldowania,
  - stopień wojskowy[7];
- dane dotyczące organu wydającego książeczkę wojskową:
  - nazwę organu wydającego,
  - datę wydania,
  - pieczęć organu i podpis wydającego;
- informacje dotyczące powszechnego obowiązku obrony i przebiegu czynnej służby wojskowej
- o stawieniu się do kwalifikacji wojskowej, kategorii zdolności do czynnej służby wojskowej, przeznaczeniu podlegającego obowiązkowi stawiennictwa do kwalifikacji wojskowej do określonego rodzaju powszechnego obowiązku obrony, odroczenia czynnej służby wojskowej - do 2023[4].
  - rodzaj odbywanej czynnej służby wojskowej oraz datę rozpoczęcia i zakończenia tej służby lub zajęć wojskowych, służby w formacjach uzbrojonych niewchodzących w skład Sił Zbrojnych Rzeczypospolitej Polskiej, zasadniczej służby lub szkolenia podlegających obowiązkowi stawiennictwa do kwalifikacji wojskowej w obronie cywilnej oraz służby zastępczej,
  - poświadczenie złożenia przysięgi wojskowej,
  - stosunek do służby wojskowej,
  - odbywanie ćwiczeń wojskowych w rezerwie,
  - rodzaj przeznaczenia żołnierza rezerwy na wypadek ogłoszenia mobilizacji i wybuchu wojny oraz serię i numer dokumentu, którym nadano temu żołnierzowi przydział mobilizacyjny, pracowniczy przydział mobilizacyjny lub przydział organizacyjno-mobilizacyjny,
  - przynależność ewidencyjną do wojskowej komendy uzupełnień,
  - adnotacje służbowe:
    - aktualne miejsce pełnienia czynnej służby wojskowej, numer jednostki wojskowej, datę rozpoczęcia i zakończenia służby w tej jednostce,
    - numer wydanej broni służbowej, datę jej wydania oraz zwrotu,
    - symbol specjalności wojskowej,
    - kategorię zdolności do czynnej służby wojskowej, o ile została zmieniona w stosunku do wpisu w adnotacji o kwalifikacji wojskowej.

Oprócz powyższych danych, zawiera zapisy o przebiegu służby, ćwiczeniach i szkoleniach wojskowych. A także o nadanych stopniach wojskowych, o złożeniu przysięgi wojskowej, wydaniu karty mobilizacyjnej i o przydziale mobilizacyjnym.
Niektóre wersje książeczek zawierają też informacje o wydanej żołnierzowi broni, umundurowaniu, nadanych odznaczeniach wojskowych, specjalności wojskowej, o grupie krwi żołnierza, o napromienieniu, o wydanym identyfikatorze (tzw. nieśmiertelniku) oraz adres najbliższej rodziny.

### Organy wydające książeczkę
Do 2023, książeczki wojskowe wydawane były podlegającym obowiązkowi stawiennictwa do kwalifikacji wojskowej przez lokalne wojskowe komendy uzupełnień, właściwe ze względu na miejsce zameldowania, a także kobietom przeznaczonym do wojskowej służby pomocniczej (po studiach medycznych i na farmacji). Od 2023 są wydawane przez jednostki wojskowe dla podejmujących czynną służbę wojskową.
W przypadku utraty lub zniszczenia książeczki wojskowej przez żołnierza pozostającego w pasywnej rezerwie właściwy szef wojskowego centrum rekrutacji wydaje jej duplikat.

### Opis kategorii
Po przeprowadzonych badaniach lekarskich podczas kwalifikacji wojskowej może zostać orzeczona jedna z następujących kategorii zdolności do czynnej służby wojskowej:
- Kategoria zdolności „A” – orzeczenie o zdolności do czynnej służby wojskowej. Osoba z Kategorią „A” może odbywać każdą formę czynnej służby wojskowej lub służby w obronie cywilnej w okresie pokoju, w trakcie mobilizacji, jak i w czasie wojny[a] oraz jest przenoszona do rezerwy,
- Kategoria zdolności „B” – orzeczenie o czasowej niezdolności do czynnej służby wojskowej. Aktualny ogólny stan zdrowia osoby z kategorią „B” nie pozwala na pełną zdolność do czynnej służby wojskowej,
- Kategoria zdolności „D” – orzeczenie o niezdolności do czynnej służby wojskowej w czasie pokoju. Osoba z kategorią „D” nie może zostać powołana do żadnej z form czynnej służby wojskowej w czasie pokoju (z wyjątkiem terytorialnej służby wojskowej) i jest przenoszona do rezerwy,
- Kategoria zdolności „E” – orzeczenie trwałej i całkowitej niezdolności do czynnej służby wojskowej w czasie pokoju, mobilizacji i wojny. Osoba z kategorią „E” nie podlega w ogóle obowiązkowi wojskowemu[9].

## Książeczka wojskowa w kulturze
„Książeczka wojskowa” to również tytuł jednej z książek (wyd. 1981) Antoniego Pawlaka.